# يو أيدا
يو أيدا (باليابانية: 相田裕؛ بالكانا: あいだ ゆう) هو رسام توضيحي ومانغاكا ياباني، ولد في 8 نوفمبر 1977 في اليابان.

## وصلات خارجية
- الموقع الرسمي
- يو أيدا على موقع IMDb (الإنجليزية)
- يو أيدا على موقع قاعدة بيانات الفيلم (الإنجليزية)
- يو أيدا على موقع ANN person (الإنجليزية)